# Langton by Wragby
Langton by Wragby est une paroisse civile et un village du Lincolnshire, en Angleterre.